# Tiruvarur (Distrikt)
Der Distrikt Tiruvarur (Tamil: திருவாரூர் மாவட்டம்; auch: Thiruvarur) ist ein Distrikt des indischen Bundesstaates Tamil Nadu. Verwaltungszentrum ist die namensgebende Stadt Tiruvarur. Der Distrikt Tiruvarur hat eine Fläche von 2.274 Quadratkilometern und hatte 2011 rund 1,3 Millionen Einwohner.

## Geografie

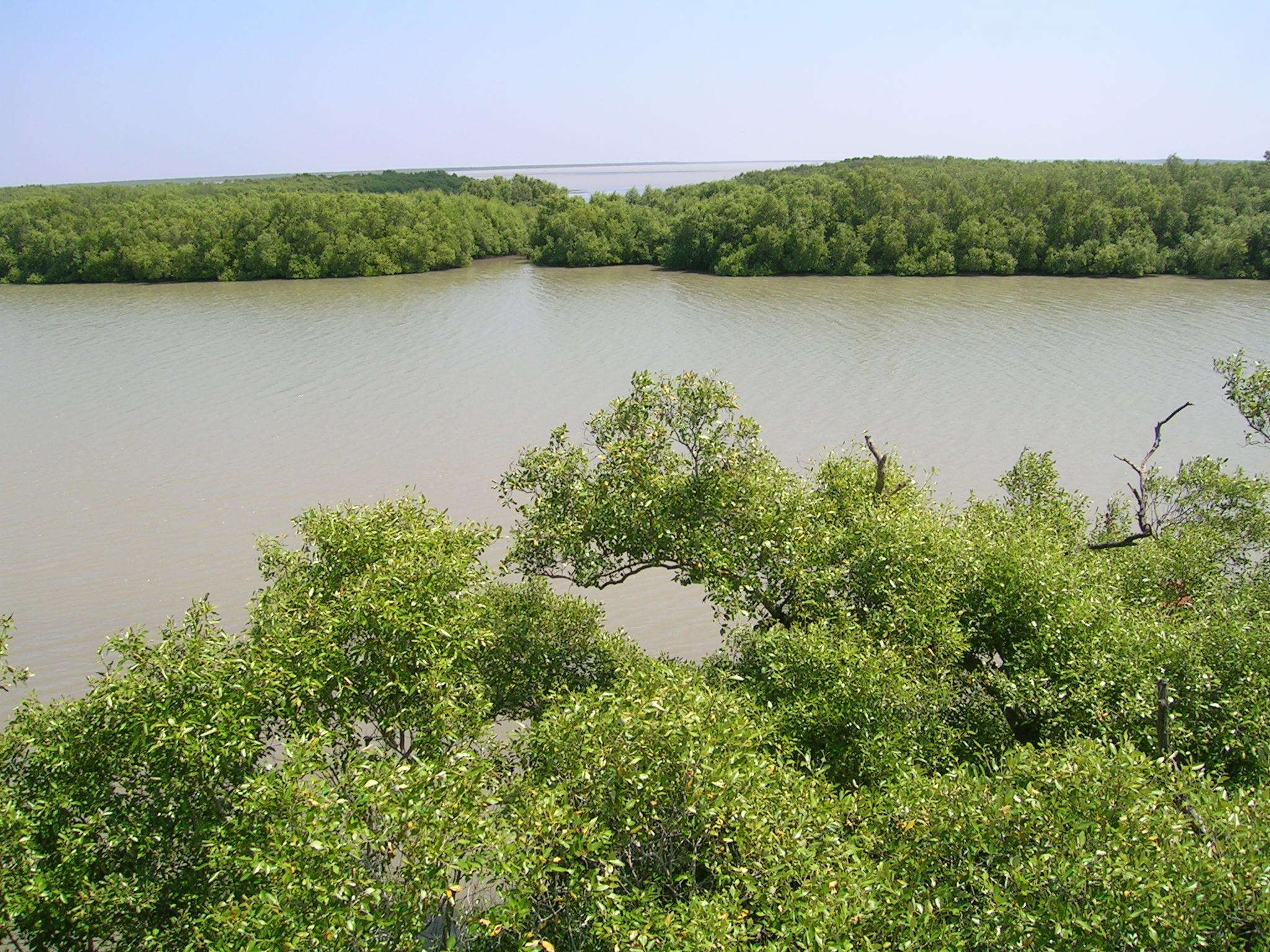
Mangrovenwälder in Muthupet an der Küste der Palkbucht

Der Distrikt Tiruvarur liegt in Zentral-Tamil-Nadu. Im Westen grenzt der Distrikt Tiruvarur an den Distrikt Thanjavur, im Osten an den Distrikt Nagapattinam sowie den Distrikt Karaikal des Unionsterritoriums Puducherry und im Norden an den Distrikt Mayiladuthurai.
Die Fläche des Distrikts Tiruvarur beträgt 2.274 Quadratkilometer. Das Distriktgebiet nimmt den mittleren Teil des Kaveri-Deltas ein. Das flache und fruchtbare Land wird von zahlreichen Mündungsarmen dieses größten Stroms von Tamil Nadu durchschnitten. Im Süden besitzt der Distrikt einen kurzen Küstenabschnitt an der zwischen Indien und Sri Lanka gelegenen Palkbucht. Entlang der Küste finden sich ausgedehnte Mangrovenwälder.
Im Distrikt Tiruvarur herrscht ein wechselfeuchtes Tropenklima vor. Die Jahresmitteltemperatur in Tiruvarur beträgt 28,5 °C, das Jahresmittel des Niederschlages liegt bei 1.178 mm. Die meisten Niederschläge fallen während des Nordostmonsuns zwischen Oktober und Dezember. Auch während des Südwestmonsuns im August und September kommt es zu Regenfällen.

## Geschichte
Das Kaveri-Delta war das Kernland des Chola-Reiches, das vom 9. bis 13. Jahrhundert Thanjavur (Tanjore) als Hauptstadt hatte. Ab dem 16. Jahrhundert beherrschten zunächst die Nayaks und später die Marathen-Könige von Thanjavur das Gebiet. 1799 annektierten die Briten das Königreich Thanjavur und gliederten das Gebiet als Distrikt Thanjavur (Tanjore) in die Provinz Madras ein. Nach der indischen Unabhängigkeit 1947 kam das Gebiet zum Bundesstaat Madras, der 1956 nach den Sprachgrenzen des Tamil neu formiert und 1969 in Tamil Nadu umbenannt wurde. 1991 wurde der Distrikt Nagapattinam von Thanjavur abgespalten, und am 1. Januar 1997 entstand der Distrikt Tiruvarur aus sechs Taluks des Distrikts Nagapattinam und einem Taluk des Distrikts Thanjavur.

## Bevölkerung

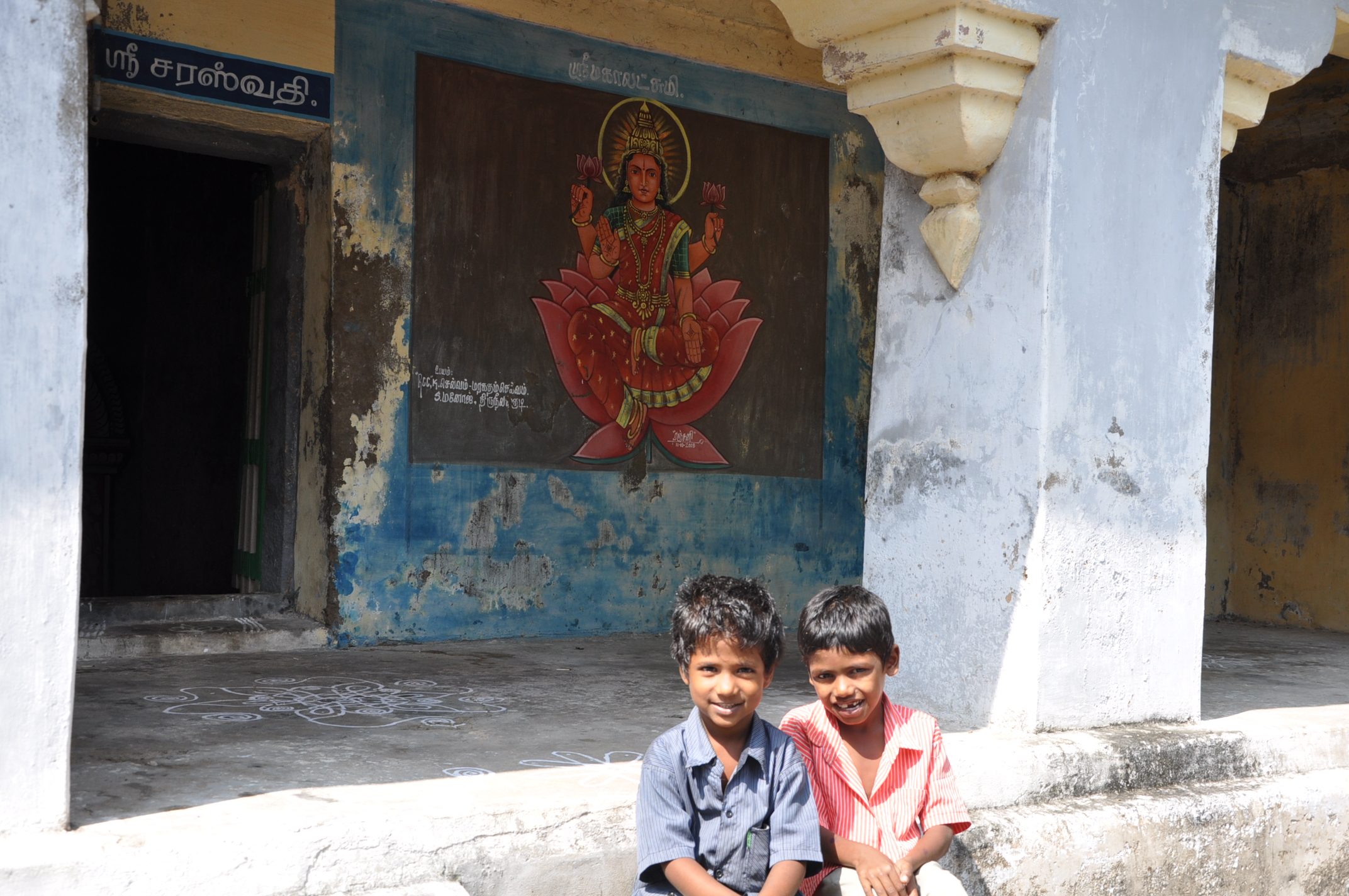
Kinder im Tempel von Tiruneelakudi im Distrikt Tiruvarur

Bei der indischen Volkszählung 2011 hatte der Distrikt Tiruvarur 1.264.277 Einwohner. Die Bevölkerungsdichte des Distrikts Tiruvarur entsprach mit 556 Einwohnern pro Quadratkilometer dem Durchschnitt Tamil Nadus (555 Einwohner pro Quadratkilometer). Dabei war der Distrikt deutlich ländlich geprägt: Nur 20 Prozent der Einwohner lebten in Städten. Der Urbanisierungsgrad war damit deutlich niedriger als im Mittel des Bundesstaates (48 Prozent). 35 Prozent der Einwohner des Distrikts waren Angehörige registrierter niederer Kasten (Scheduled Castes). Die Alphabetisierungsquote entsprach mit 83 Prozent dem Durchschnitt des Bundesstaates (80 Prozent).
Unter den Einwohnern des Distrikts Tiruvarur stellten die Hindus nach der Volkszählung 2011 mit 90 Prozent die große Mehrheit. Die größte Minderheit bildeten mit knapp 8 Prozent die Muslime und zum Christentum bekannten sich knapp 3 Prozent der Einwohner. Die Hauptsprache ist wie in ganz Tamil Nadu das Tamil. Nach der Volkszählung 2001 wurde es von über 99 Prozent der Einwohner des Distrikts als Muttersprache gesprochen.

## Sehenswürdigkeiten

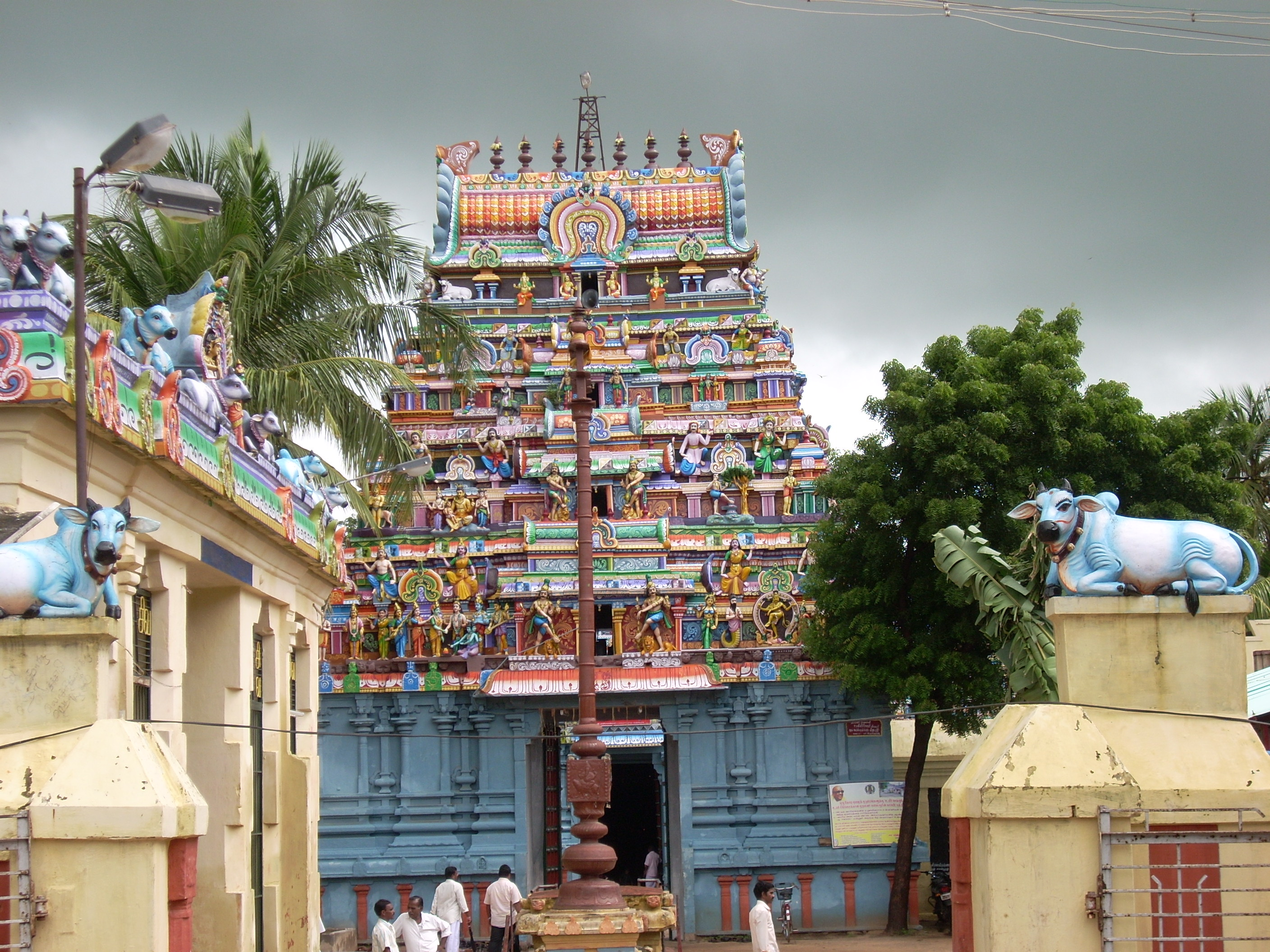
Der Tempel von Thiruthuraipoondi, eines der vielen shivaitischen Heiligtümer im Distrikt Tiruvarur

Das Kaveri-Delta, zu dem der Distrikt Tiruvarur gehört, ist eine kulturgeschichtlich reiche Region mit zahlreichen bedeutenden Hindutempeln, die zum größten Teil auf die Chola-Zeit zurückgehen. Der bedeutendste ist der dem Gott Shiva gewidmete Tyagaraja-Tempel in Tiruvarur-Stadt. Der Tempelkomplex erstreckt sich über acht Hektar, daneben befindet sich der Kamalalayam-Teich, mit zehn Hektar Größe einer der größten Tempelteiche Indiens. Aber auch in zahlreichen Kleinstädten und Dörfern des Distrikts Tiruvarur gibt es bedeutende Hindu-Heiligtümer. Allein 54 der 274 heiligen Orte des tamilischen Shivaismus (Padal Petra Sthalams) befinden sich im Distrikt Tiruvarur. Der Shiva-Tempel von Alangudi beherbergt zudem einen Nebenschrein, der der Personifikation des Jupiter (Brihaspati) geweiht ist. Damit gehört er zu den Navagraha-Tempeln, einer Gruppe von neun Tempeln, in denen hinduistischen Planetengottheiten verehrt werden. Ferner befinden sich mit den Vishnu-Tempeln von Thirukkannamangai und Sirupuliyur zwei der 108 Heiligtümer des tamilischen Vishnuismus (Divya Desams) im Distrikt Tiruvarur.

## Verwaltungsgliederung

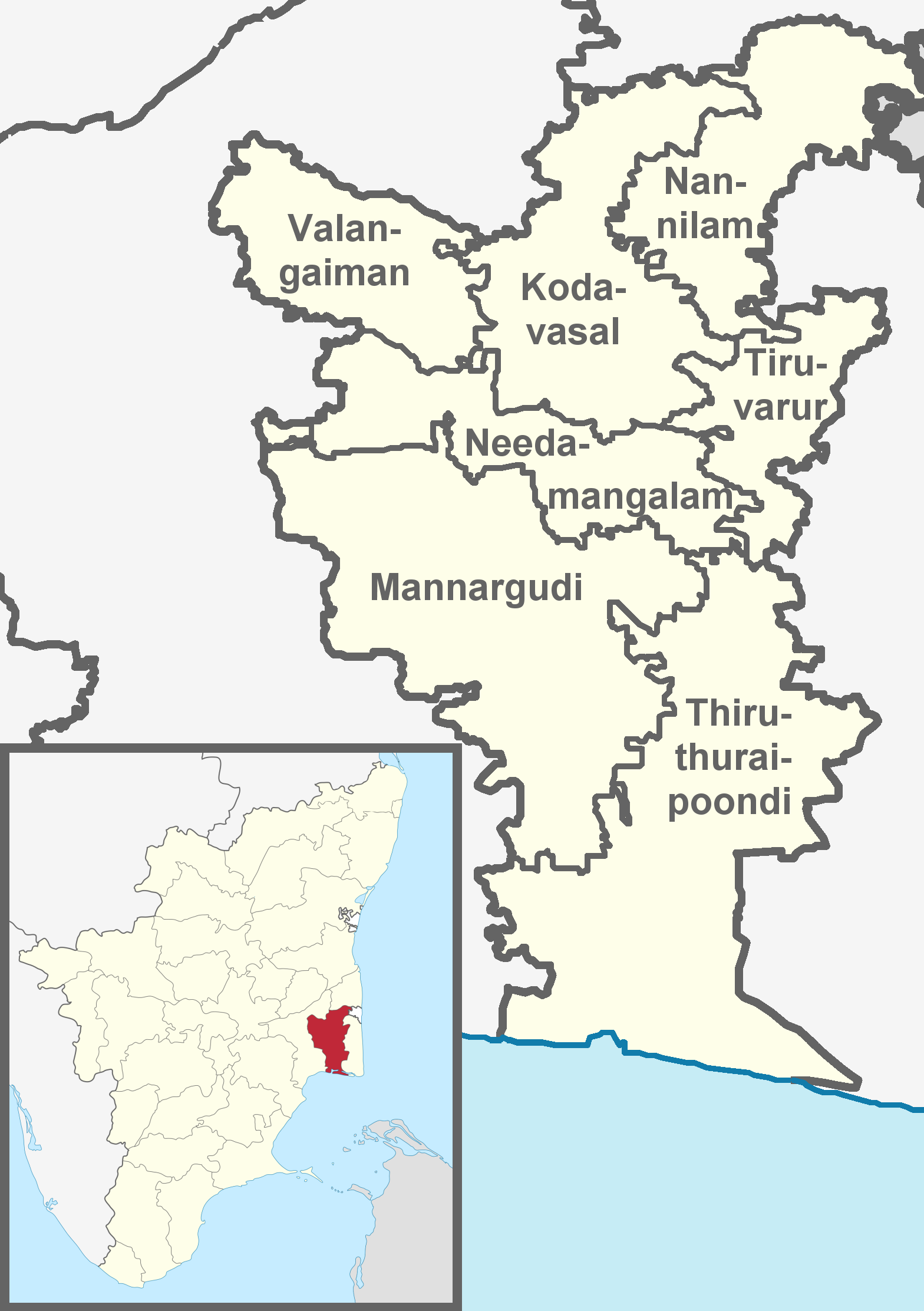
Taluks des Distrikts Tiruvarur

Der Distrikt Tiruvarur ist in die folgenden sieben Taluks (Subdistrikte) unterteilt:
| Taluk             | Hauptort          | Einwohner (2011) |
| ----------------- | ----------------- | ---------------- |
| Kodavasal         | Kodavasal         | 203.157          |
| Mannargudi        | Mannargudi        | 308.380          |
| Nannilam          | Nannilam          | 137.964          |
| Needamangalam     | Needamangalam     | 147.440          |
| Thiruthuraipoondi | Thiruthuraipoondi | 214.995          |
| Tiruvarur         | Tiruvarur         | 151.696          |
| Valangaiman       | Valangaiman       | 100.645          |

## Städte
Im Distrikt Tiruvarur gibt es vier Städte mit eigener Stadtverwaltung (Municipalities) und sieben nach dem Panchayat-System verwaltete Kleinstädte (Town Panchayats). Angegeben ist die Einwohnerzahl nach der Volkszählung 2011.
Municipalities
- Kuthanallur (25.423)
- Mannargudi (66.999)
- Thiruthuraipoondi (24.404)
- Tiruvarur (58.301)

Town Panchayats
- Kodavasal (14.639)
- Koradacheri (6.450)
- Muthupet (21.722)
- Nannilam (12.618)
- Needamangalam (9.336)
- Peralam (6.149)
- Valangaiman (11.754)